# 三浦保
三浦 保（みうら たもつ、1928年12月13日 - 1996年9月9日）は、日本の実業家、芸術家、三浦工業の創始者。愛媛県松山市生まれ。

## 略歴
- 1945年（昭和20年） 松山工業学校（現在の愛媛県立松山工業高等学校）機械科卒業。
- 1948年（昭和23年） 徳島工業専門学校機械科（現在の徳島大学理工学部）卒業、四国機械工業（現・住友重機械工業愛媛製造所）入社。同年退社し、父・政次郎の三浦製作所に入社して精麦機などの改良開発に取り組む。
- 1953年（昭和28年）1月10日、妻・昭子と結婚。
- 1959年（昭和34年）三浦製作所を株式会社として立ち上げ、代表取締役社長就任。
- 1978年（昭和53年）販売部門の三浦工業（株）を吸収合併し、三浦工業に統合。
- 1989年（平成元年）代表取締役会長就任。
- 1992年（平成4年）県内3番目の民放フルネット局として（株）伊予テレビ（現・あいテレビ）開局、地元経済界からの推挙により代表取締役社長就任。
- 1996年（平成8年）9月9日、肝臓癌のため松山市民病院にて死去。享年69、戒名「融照院了雅無相保真居士」

## 芸術家として
三浦工業創業と前後して、趣味として陶芸や能楽を始めた。
能楽においては、松山と縁の深い観世流職分藤井久雄主宰の観謳会で研鑽を積み、1981年、松山市内能楽堂にて大曲「安宅」を披いた。その後、1987年には東京・国立能楽堂にて「安宅」再演。これらの功績により、観世流名誉師範の称を得た。また、狂言にも親しみ、地元公演会などに出演した。
本社玄関に飾るべく、三浦が技法を開発した陶板画「Miurart（ミウラート）」は、本社隣接のMiurart Village（長谷川逸子設計）に多数展示されている他、県内各所に寄贈されている。
1993年、国際コンテンポラリーアートフェア（NICAF）出品、翌年にはニューヨークにて個展を開いた。

## 公職、受賞
- 全国貫流ボイラー製造協会会長（1975年- ）
- （財）愛媛保護観察協会副会長（1977年- ）
- （社）愛媛能楽協会第一副会長（1978年- ）
- （社）発明協会愛媛県支部理事（1979年- ）
- 愛媛県経済同友会代表幹事（1983年- ）
- 愛媛県文化振興財団理事（1983年- ）
- 愛媛県海外協会副会長理事（1983年- ）
- 愛媛県立美術館友の会会長（1986年- ）
- 科学技術庁長官表彰、運輸大臣表彰（1986年）
- 藍綬褒章（1987年）
- （社）愛媛県機械金属工業会会長（1987年- ）
- 松山商工会議所副会頭（1988年- ）
- 愛媛県保護司連盟会長（1988年- ）
- 愛媛県アマチュア陶芸連盟会長（1988年- ）
- 四国経済連合会副会長（1989年- ）
- （財）三浦教育振興財団理事長（1990年- ）
- 法務大臣表彰（1993年- ）